# Karl Wilhelm Flügel

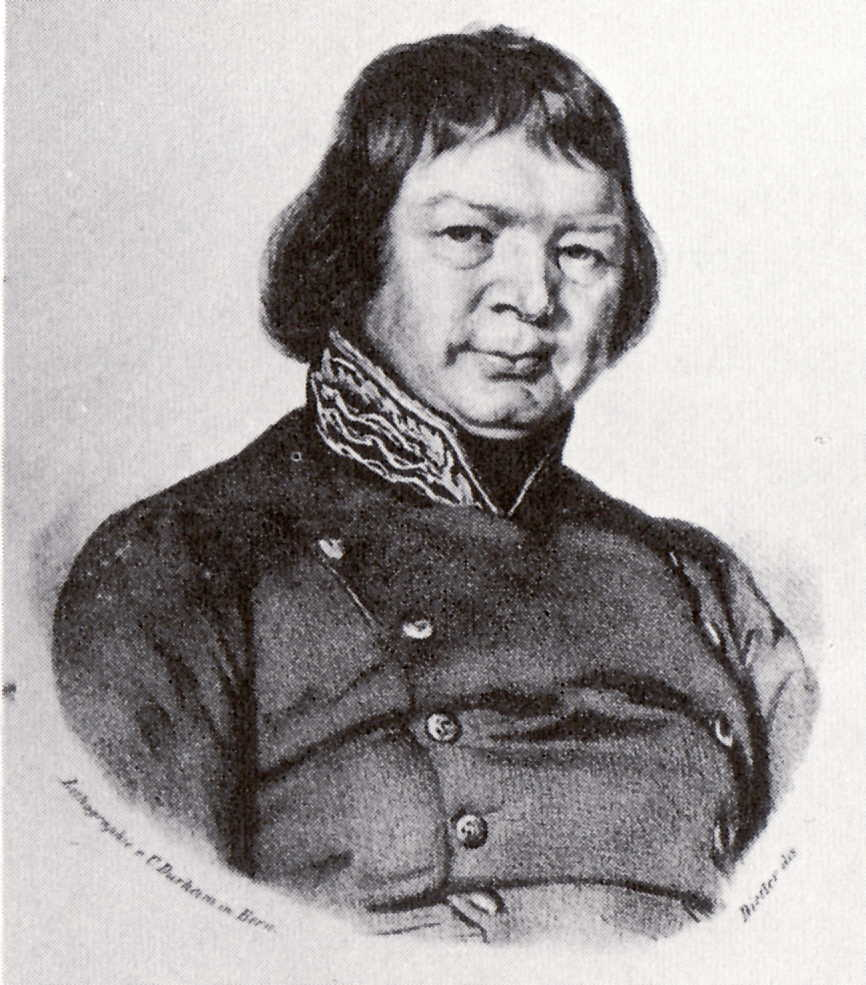
Bildnis Karl Wilhelm Flügels von Johann Friedrich Dietler

Karl Wilhelm Flügel (getauft 18. März 1788 in Bern; † 5. Juni 1857 ebenda) war ein Schweizer Arzt.

## Leben
Karl Wilhelm Flügel entstammte der regimentsfähigen Familie Flügel der Stadt Bern, die aus Buchau am Federsee kam und sich 1625 in Bern niederliess. Er war der Sohn des Rotgerbers Johann Rudolf und der Maria Katharina Salome Kohler. Flügel wurde am Inselspital Bern medizinisch ausgebildet. An der bernischen Akademie absolvierte er das Staatsexamen als Arzt und Wundarzt. Studienreisen führten ihn nach Heidelberg, Würzburg und Paris. 1810 eröffnete er in Le Locle eine Praxis, 1814 siedelte er nach Bern um. Er wurde Mitglied des Berner Sanitätskollegiums und Oberimpfarzt des Kantons Bern. 1834 wurde er zum bernischen Oberfeldarzt, zum Garnisonsarzt und zum Arzt des Militärspitals Bern ernannt und erhielt einen Ehrendoktortitel in Medizin der Universität Bern. Die Schweizer Armee berief ihn 1835 an die Spitze des Schweizer Militärsanitätswesens (letzter aktiver Dienst im Neuenburgerhandel 1856–1857). 1841 wurde er zum Obersten befördert. Er verfasste einen kritischen Bericht über das Sanitätswesen im Sonderbundskrieg.

## Archivalien
- Bestände in der Burgerbibliothek Bern.

## Schriften
- Bericht über den Gesundheitsdienst im 6. eidgenössischen Lager zu Bière im Augstmonat 1830, an den Tit. Herrn Oberstkriegskommissär Hirzel. Haller, Bern 1831.
- Bericht über die Schutzpockenimpfung und Impfanstalt während dem Jahr 1832 an die Tit. Sanitäts-Commission des Departements des Innern der Republick Bern. Stämpfli, Bern 1834.
- Bericht über die Impfanstalt im Canton Bern, vom Jahr 1835. Stämpfli, Bern 1837.
- Verzeichniss der in den verschiedenen gegen den Sonderbund gelieferten Gefechten Gefallenen und Verwundeten der eidgenössischen Armee. 1848.
- Nachträgliches Verzeichniß der Gefallenen und Verwundeten der eidgenössischen Armee unter dem Oberbefehl Sr. Exellenz des Herrn General Dufour sowohl derjenigen, welche als Folge der Gefechte als auch durch zufällige Verletzungen während des Feldzuges gegen die Sonderbundkantone vorgekommen sind; ferner als Anhang das Verzeichnisz der Gefallenen und Verwundeen der Sonderbundsarmee. Jenni, Bern 1848.
- Relation über den Gesundheitsdienst bei der eidgenössischen Armee während dem Sonderbundsfeldzuge im Oktober und November 1847 und über den allgemeinen Zustand des eidgenössischen Militärgesundheitswesens, mit dem Vorschlägen der Konferenzkommission der eidgenössischen Divisionsärzte. Haller, Bern 1849 (Volltext in der Google-Buchsuche).